# Kyle Eckel
Kyle Eckel (* 30. Dezember 1981 in Philadelphia, Pennsylvania) ist ein ehemaliger US-amerikanischer American-Football-Spieler in der National Football League (NFL). Er spielte auf der Position des Runningbacks für die New England Patriots, die Philadelphia Eagles und die New Orleans Saints.

## Karriere
Eckel wurde 2005 im NFL Draft nicht ausgewählt und unterschrieb einen Vertrag bei den New England Patriots, welche ihn aber direkt wieder an die Miami Dolphins abgaben. In den zwei Jahren bei den Dolphins, konnte er nur mit ihnen trainieren aber nicht spielen. 2007 spielte er wieder bei den Patriots, jedoch nur ab und zu in den Special Teams und als Runningback hinter Laurence Maroney. Im Oktober 2008 unterschrieb er bei den Philadelphia Eagles, wurde aber nach einer Saison wieder entlassen.
| Personendaten    | Personendaten                     |
| ---------------- | --------------------------------- |
| NAME             | Eckel, Kyle                       |
| KURZBESCHREIBUNG | US-amerikanischer Footballspieler |
| GEBURTSDATUM     | 30. Dezember 1981                 |
| GEBURTSORT       | Philadelphia, Pennsylvania        |